# Liam Lawson
Liam Lawson (Hastings, 11 febbraio 2002) è un pilota automobilistico neozelandese, attivo in Formula 1 con la Racing Bulls.
In monoposto ha vinto la New Zealand Formula Ford nel 2016 e la Toyota Racing Series nel 2019, inoltre nel 2022 ha ottenuto il terzo posto finale in Formula 2 ed è diventato vice-campione della Super Formula nel 2023. In GT è diventato vice campione del Deutsche Tourenwagen Masters nel 2021.
Pilota cresciuto nella Red Bull Junior Team, ha esordito in Formula 1 nel 2023 sostituendo l'infortunato Daniel Ricciardo per cinque Gran Premi con l'AlphaTauri. L'anno seguente divenne pilota titolare della Racing Bulls dal Gran Premio degli Stati Uniti d'America.
Per la stagione 2025 è stato promosso alla Red Bull solamente per due gare, tornando poi in Racing Bulls.

## Carriera

### Karting e Formule minori
Nato ad Hastings ma cresciuto a Pukekohe, Lawson ha iniziato il karting all'età di sette anni, gareggiando in numerosi campionati in tutta la Nuova Zelanda. Nel 2014 vince due titoli nazionali di kart 100 cc.
Nel 2015 ha fatto il suo debutto in monoposto nella Formula First Manfield Winter Series con Sabre Motorsport, conquistando una vittoria e dieci podi per finire secondo assoluto. Pochi mesi dopo prende parte al campionato neozelandese di Formula First ottenendo una vittoria e il titolo di Rookie of the Year. L'anno seguente si laurea campione nella NZ F1600 Championship Series, ottiene quattordici vittorie su quindici gare e diventa il più giovane campione nella storia della serie e il più giovane campione di Formula Ford di sempre.
Nel 2017 passa al campionato australiano di F4 con la BRM, conquistando cinque vittorie e diventando vice-campione. L'anno seguente corre nella Formula 4 ADAC con il team Van Amersfoort Racing e riceve il sostegno del campione IndyCar Scott Dixon. Ottiene tre vittorie e tre pole position, ottenendo la seconda posizione nel campionato dietro a Lirim Zendeli.
Entra a far parte della M2 Competition per il campionato 2019 della Toyota Racing Series. Vince il Gran Premio della Nuova Zelanda disputato sul Circuito di Manfeild ed altri due eventi assicurandosi il titolo dopo una lunga battaglia stagionale con il giovane della Ferrari Driver Academy e connazionale Marcus Armstrong. L'anno seguente partecipa ancora al campionato monomarca Formula Toyota, conquista altre cinque vittorie e conclude secondo in classifica dietro a Igor Fraga ma davanti al futuro pilota di formula 1, Yuki Tsunoda.
Nel 2021 vince il torneo di Kart Pool & Spa Maintenance di Auckland City.

### Formula 3 e Euroformula

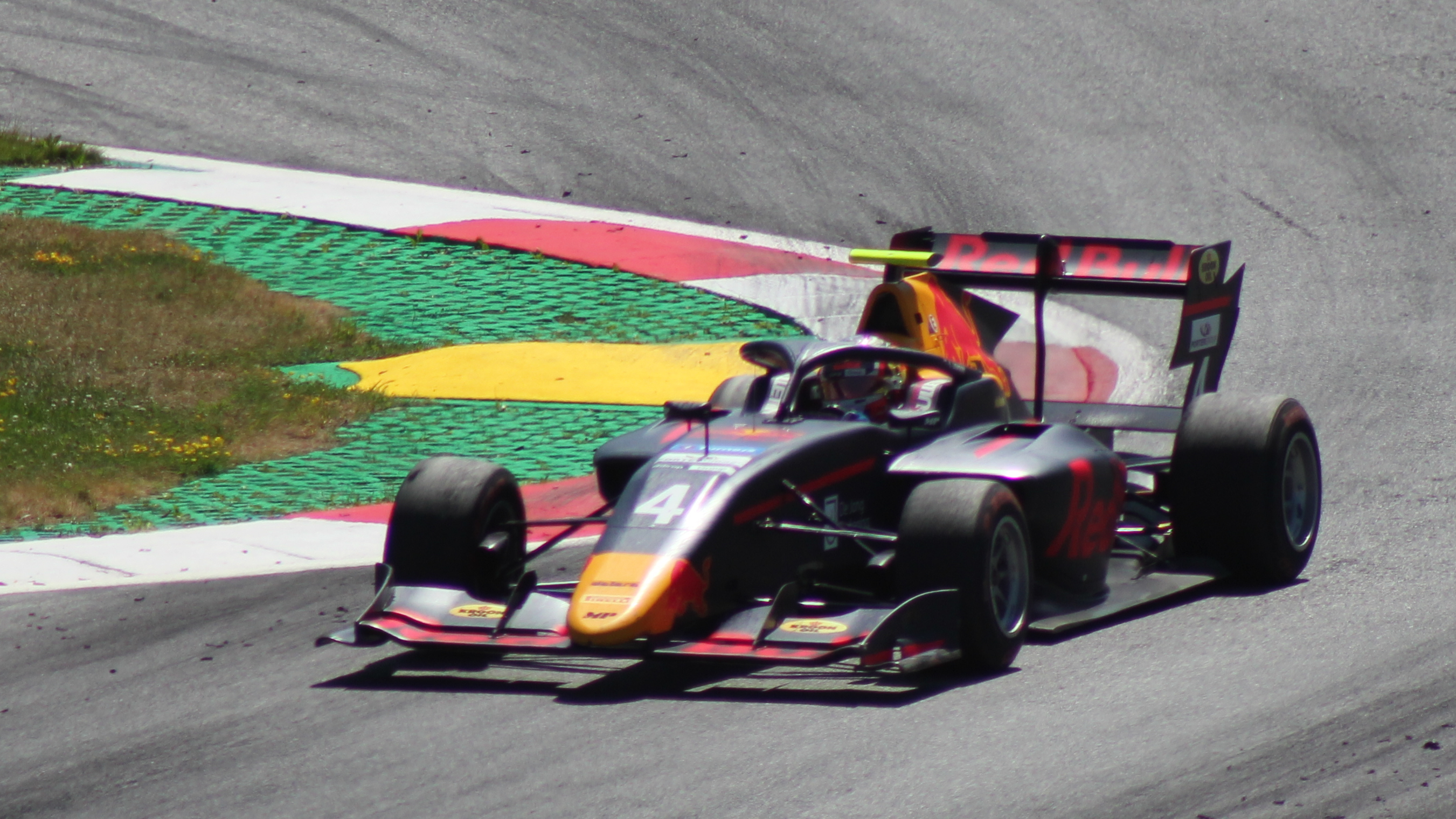
Lawson in Austria nel 2019

Nel novembre 2018 gareggia nelle tre gare finali della Formula 3 asiatica sul Circuito di Sepang con la squadra irlandese Pinnacle Motorsport. Conquista tre vittorie, due pole position e tre giri veloci, finendo ottavo in campionato. Nel marzo 2019 si unisce a MP Motorsport per il Campionato FIA di Formula 3. La stagione lo vede ottenere due podi e terminare il campionato undicesimo assoluto. Lo stesso anno partecipa anche al Euroformula Open con il team Motopark. Lawson vince quattro gare, l'ultima delle quattro sul Circuito di Monza davanti a Yuki Tsunoda. Pur avendo saltato quattro corse riesce a chiudere al secondo posto in classifica dietro a Marino Sato, vincendo la classifica riservata ai Rookie.
Nel 2020 Lawson passa all'Hitech Grand Prix, con il collega Dennis Hauger, anch'egli appartenente al Red Bull Junior Team. Lawson ottiene la sua prima vittoria nella gara austriaca, sul circuito Red Bull Ring e termina il campionato al quinto posto, ottenendo altre due vittorie, una sul Circuito di Silverstone e l'altra nel Circuito del Mugello.

### Formula 2

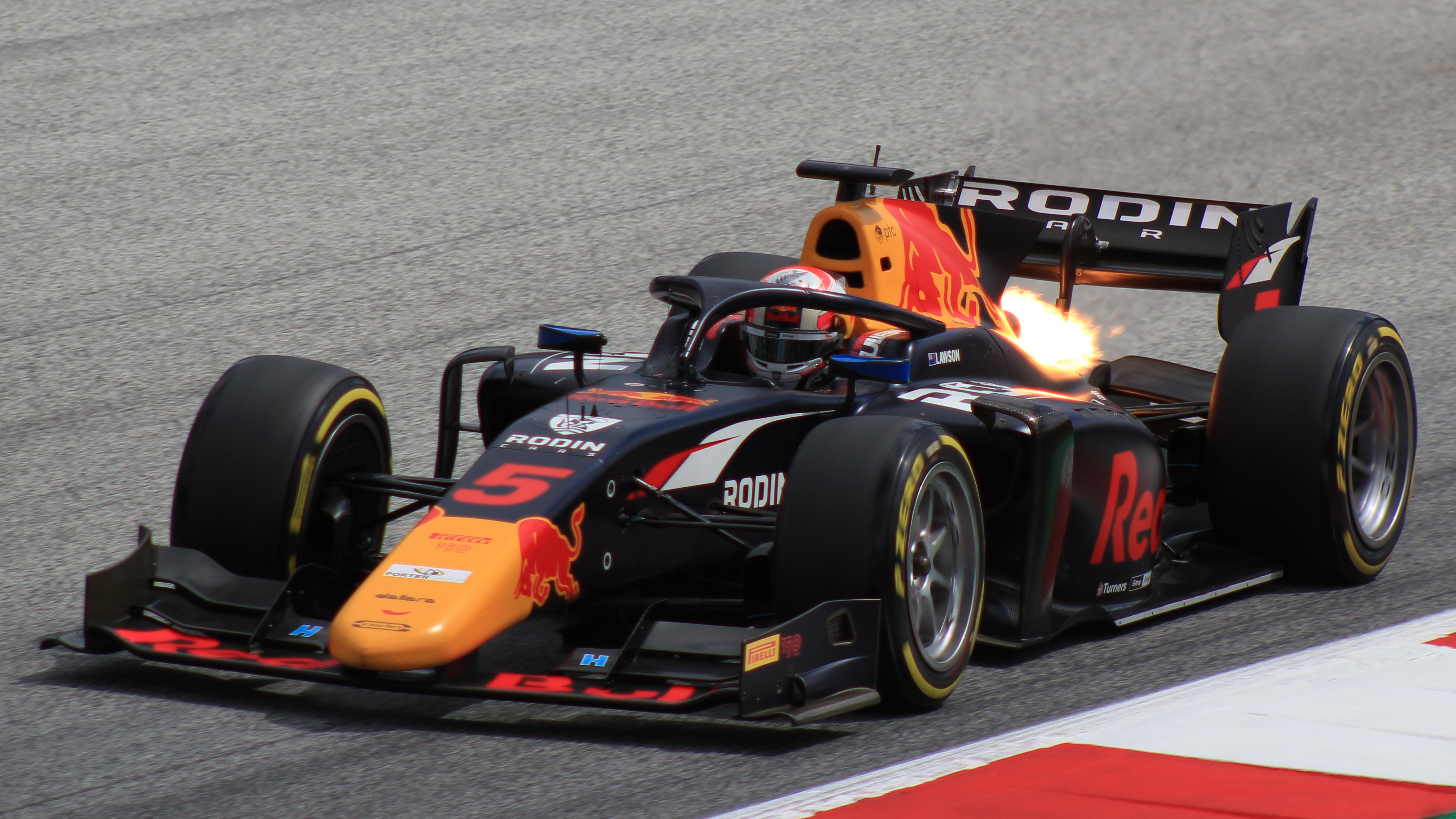
Lawson al Red Bull Ring nel 2022 con il team Carlin Racing

Nel 2021 sale di categoria in Formula 2 proseguendo con la Hitech Grand Prix. Nella prima gara della stagione in Bahrain vince subito davanti a Jehan Daruvala, nello stesso weekend arriva terzo nella Feature Race. Vince la sua seconda gara nella Sprint Race2 sul Circuito di Monaco grazie ad un sorpasso su Oscar Piastri alla Rascasse, dopo la gara viene però squalificato a causa della violazione del regolamento tecnico. La vittoria va dunque a Dan Ticktum, secondo qualificato. Nel weekend di Baku conquista la sua prima pole position in Formula 2, davanti al suo compagno di team Jüri Vips. In gara uno del weekend di Gedda torna a podio, arrivando secondo dietro il connazionale Marcus Armstrong dopo essere partito in pole position. Chiude la sua prima stagione in Formula 2 al nono posto, terzo tra i rookie.
Per il 2022 passa alla Carlin insieme a Logan Sargeant, visti gli ottimi risultati nei test post stagionali a Yas Marina. Dopo aver conquistato due podi in Bahrain,  ottiene la sua seconda vittoria nella serie durante la Sprint Race di Jeddah. A Monaco conquista la Pole ma nel post qualifica viene penalizzato scendendo alla quinta posizione, inoltre in gara è costretto al ritiro per un problema al cambio. Dopo dei risultati deludenti, conquista due terzi posti, il primo nella Sprint Race di Baku, il secondo nella Feature Race di Silverstone. Torna alla vittoria nella Sprint Race del Paul Ricard davanti a Jehan Daruvala e Felipe Drugovich. A Spa ha un ottimo weekend, vince la Sprint Race davanti a Jack Doohan e Ralph Boschung e chiude terzo nella Feature Race. Nell'ultimo round a Yas Marina ottiene la sua quarta vittoria stagionale nella Sprint Race e nella Feature Race chiude terzo. A fine anno chiude terzo in classifica piloti dietro Drugovich e Pourchaire.

### DTM

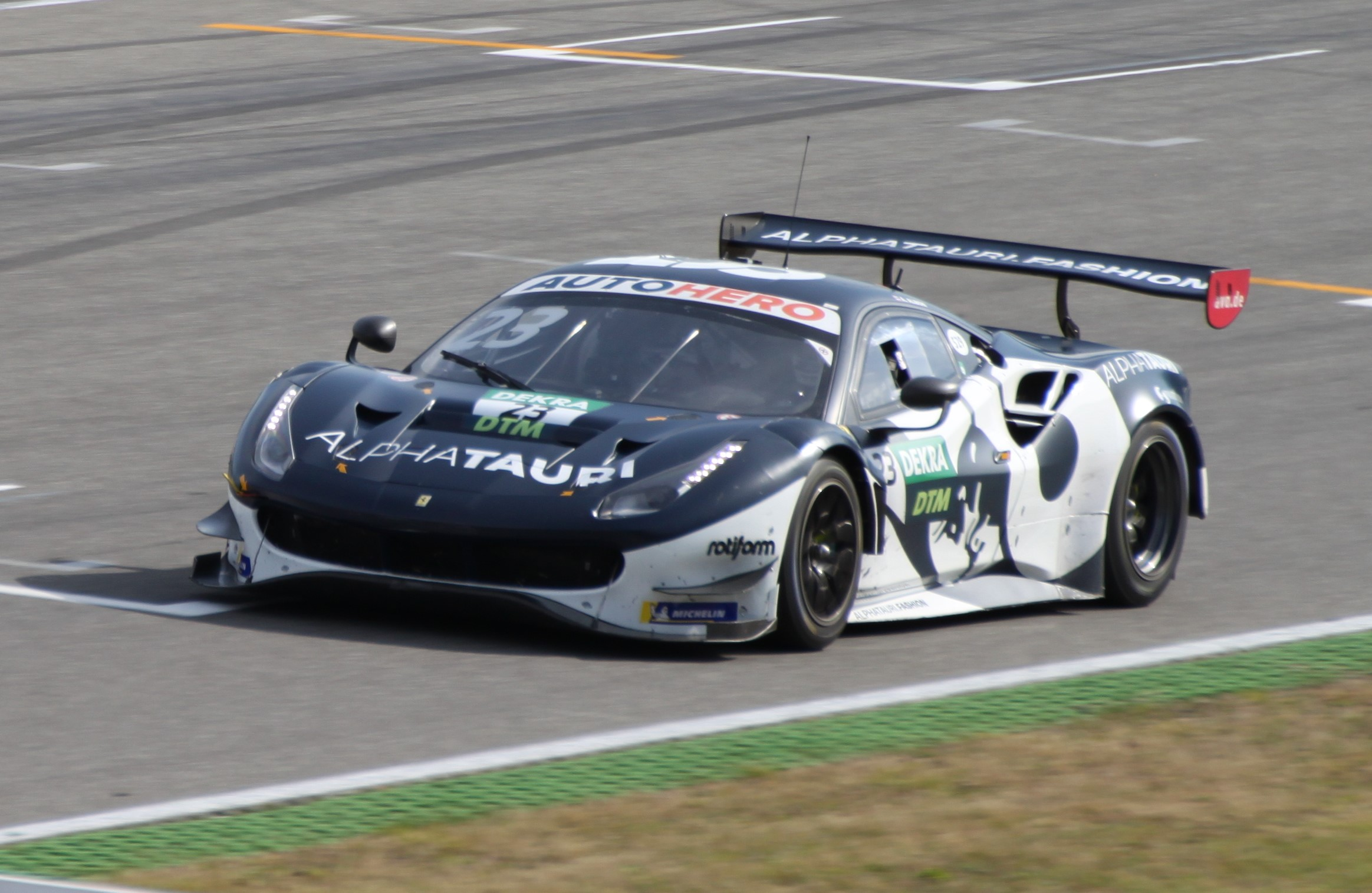
La Ferrari 488 GT3 Evo utilizzata durante il DTM 2021, insieme ad Albon hanno vinto il titolo a squadre

Per il 2021 guida la Ferrari 488 GT3 nel DTM con il supporto della Red Bull al fianco di Alexander Albon. Conduce la campagna DTM in concomitanza con la partecipazione alla Formula 2. Lawson si dimostra subito molto veloce già nei test facendo segnare il miglior tempo.
La prima gara si disputa a Monza. Si qualifica settimo e in gara rimonta fino a vincere davanti a due Mercedes. Nella seconda gara sul circuito brianzolo si qualifica secondo, ma in gara commette un errore concludendo nelle ultime posizioni. Al secondo round svoltosi a Lausitz conclude secondo in entrambe le gare. Dopo aver conquistato un altro podio a Zolder, ha un weekend praticamente perfetto al Red Bull Ring, conquista la sua prima pole position e riesce a vincere entrambe le gare.
Sul Circuito di Assen conquista la sua seconda pole position. Nella prima gara conclude terzo dietro a Marco Wittmann e Mirko Bortolotti, in gara 2 con il secondo posto conquista il suo ottavo podio nella categoria. Lawson chiude la stagione secondo in classifica a soli tre punti da Maximilian Götz e primo nella classifica Junior, portando il team AF Corse a vincere il titolo a squadre.

### Super Formula
Dopo aver preso parte ai test della Super Formula, viene ingaggiato dal Team Mugen per la stagione 2023 al fianco del campione in carica, Tomoki Nojiri. Nella sua gara d'esordio al Fuji ottiene la vittoria, mentre nella seconda corsa arriva terzo ma per una penalità scende al quinto posto. A Suzuka dopo una deludente qualifica in gara rimonta fino al quarto posto, ad Autopolis conquista la seconda vittoria nella serie dopo essere partito secondo in griglia. Dopo il quinto posto sul Circuito di Sugo ottiene la sua terza vittoria al Fuji. Nell'ultima corsa a Suzuka ottiene la pole e il secondo posto in gara. Lawson chiude la sua prima stagione in Giappone da vice-campione dietro a Ritomo Miyata, vincendo il premio Rookie of the Year.

### Formula 1
Nel febbraio 2019 viene messo sotto contratto dal Red Bull Junior Team. Al Goodwood Festival of Speed del 2021, guida per la prima volta una vettura di Formula 1, la Red Bull RB7 con cui Sebastian Vettel ha vinto il mondiale nel 2011. Nell'ottobre del 2021, la Red Bull annuncia Lawson e Jüri Vips come piloti per i test invernali sul Circuito di Yas Marina. Il neozelandese guida la AT02 del team AlphaTauri completano 125 giri e dimostrando un'ottima velocità. Nel Gran Premio del Belgio esordisce nel primo turno di prove libere guidando la AlphaTauri AT03 di Pierre Gasly. Torna in pista anche nelle prove libere del Gran Premio di Città del Messico, questa volta al posto di Yuki Tsunoda. Durante la stagione scende per la terza volta in pista, partecipa alle prove libere del Gran Premio di Abu Dhabi, guidando la Red Bull RB18 di Max Verstappen, sempre con la vettura del team austriaco prende parte ai test post stagionali a Yas Marina.

#### AlphaTauri / Racing Bulls e Red Bull (2023-)

##### 2023
Per il 2023 viene riconfermato pilota di riserva. A seguito dell'infortunio di Daniel Ricciardo occorso durante la sessione di prove libere, esordisce in Formula 1 nel Gran Premio d'Olanda 2023 alla guida della AT04 del team AlphaTauri. Dopo una qualifica deludente, in gara dimostra una buona velocità e chiude il suo primo Gran Premio al tredicesimo posto. Il team italiano lo conferma fino al rientro dell'australiano, nel Gran Premio d'Italia, in qualifica ottiene un ottimo dodicesimo posto, in gara sfiora la zona punti chiudendo in undicesima posizione. Nelle qualifiche del Gran Premio di Singapore riesce ad entrare nella Q3 e qualificarsi decimo, in gara riesce ad ottenere i primi punti iridati chiudendo in nona posizione. Nel Gran Premio del Giappone sfiora la zona punti arrivando undicesimo al traguardo, sempre davanti al suo compagno di team Tsunoda. Partecipa anche al Gran Premio del Qatar per poi ridare il sedile a Ricciardo.

##### 2024
Per la stagione 2024, Ricciardo e Yuki Tsunoda vengono confermati dalla scuderia, Lawson rimane quindi riserva del team italiano e della Red Bull. L'11 luglio scende in pista con la Red Bull RB20 sul Circuito di Silverstone. Tra luglio e settembre scende in pista in più occasioni con la AlphaTauri AT03 correndo prima ad Imola e poi a Monza.
Prima del Gran Premio d'Olanda viene annunciato Lawson come pilota titolare per la stagione 2025, senza specificare se guiderà per la Red Bull o per la scuderia di Faenza. Il 26 settembre 2024, a seguito del licenziamento di Daniel Ricciardo, il pilota neozelandese prende il suo posto nella Racing Bulls a partire dal Gran Premio degli Stati Uniti. Diventando pilota titolare di Racing Bulls, lascia il posto come pilota di riserva in Red Bull. Parte subito molto bene, arrivando a punti sia nel Gran Premio di Austin e sia in quello di San Paolo.

##### 2025

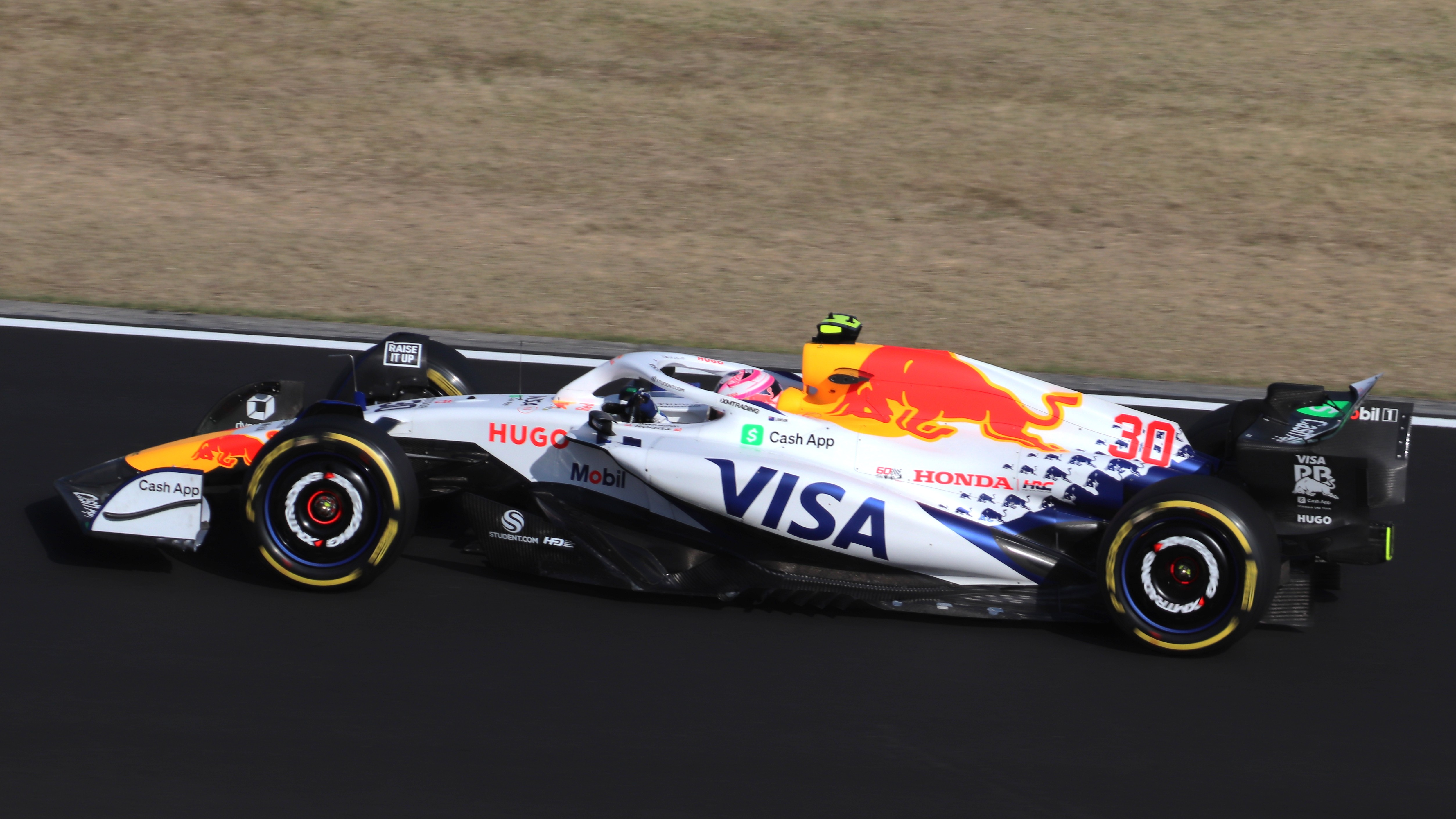
Lawson con la Racing Bulls VCARB 02 durante il Gran Premio del Giappone 2025

Il 19 dicembre 2024 viene annunciato come pilota titolare della Red Bull per la stagione 2025, a seguito della risoluzione del contratto di Sergio Pérez con la scuderia austriaca.
Dopo solamente due gare con risultati al di sotto delle aspettative, il 27 marzo 2025 viene annunciato che Yuki Tsunoda subentra al suo posto in Red Bull Racing dal Gran Premio del Giappone. Il neozelandese torna in Racing Bulls, al fianco di Isack Hadjar. Dopo alcune gare complesse dove non riesce mai a piazzarsi in posizioni di rilievo, trova i suoi primi punti stagionali nel Gran Premio di Monaco, dopo un'ottima strategia con la quale ha anche  permesso al suo compagno di squadra di giungere a punti.

## Risultati

### Riassunto della carriera
| Stagione | Serie                                | Team                   | Gare         | Vittorie     | Pole         | GPV          | Podi         | Punti        | Pos.         |
| -------- | ------------------------------------ | ---------------------- | ------------ | ------------ | ------------ | ------------ | ------------ | ------------ | ------------ |
| 2015     | Formula First Manfeild Winter Series | Sabre Motorsport       | 12           | 1            | 1            | 1            | 10           | 631          | 2º           |
| 2015–16  | New Zealand Formula First            | Sabre Motorsport       | 24           | 1            | 0            | 1            | 3            | 1028         | 6º           |
| 2016–17  | New Zealand Formula Ford             | Liam Lawson Motorsport | 15           | 14           | 5            | 12           | 15           | 605          | 1º           |
| 2017     | Formula 4 Australiana                | Team BRM               | 21           | 5            | 1            | 1            | 12           | 300          | 2º           |
| 2017     | Formula Vee                          | JRD                    | 3            | 0            | 0            | 0            | 1            | 60           | 15º          |
| 2018     | Formula 4 ADAC                       | Van Amersfoort Racing  | 20           | 3            | 3            | 0            | 9            | 234          | 2º           |
| 2018     | Formula 3 asiatica                   | Pinnacle Motorsport    | 3            | 3            | 2            | 3            | 3            | 75           | 8º           |
| 2019     | Formula 3                            | MP Motorsport          | 16           | 0            | 0            | 0            | 2            | 41           | 11º          |
| 2019     | Gran Premio di Macao                 | MP Motorsport          | 2            | 0            | 0            | 0            | 0            | N/A          | 7º           |
| 2019     | Euroformula Open                     | Motopark Academy       | 14           | 4            | 2            | 1            | 7            | 179          | 2º           |
| 2019     | Toyota Racing Series                 | M2 Competition         | 15           | 5            | 4            | 5            | 11           | 356          | 1º           |
| 2020     | Formula 3                            | Hitech Grand Prix      | 18           | 3            | 1            | 1            | 6            | 143          | 5º           |
| 2020     | Toyota Racing Series                 | M2 Competition         | 16           | 5            | 4            | 7            | 10           | 356          | 2º           |
| 2021     | Formula 2                            | Hitech Grand Prix      | 23           | 1            | 1            | 2            | 3            | 103          | 9º           |
| 2021     | DTM                                  | Red Bull AF Corse      | 16           | 3            | 4            | 1            | 10           | 227          | 2º           |
| 2022     | Formula 1                            | Red Bull / AlphaTauri  | Terzo pilota | Terzo pilota | Terzo pilota | Terzo pilota | Terzo pilota | Terzo pilota | Terzo pilota |
| 2022     | Formula 2                            | Carlin                 | 28           | 4            | 0            | 3            | 10           | 149          | 3º           |
| 2023     | Super Formula                        | Team Mugen             | 9            | 3            | 1            | 2            | 4            | 106,5        | 2º           |
| 2023     | Formula 1                            | Red Bull / AlphaTauri  | Terzo pilota | Terzo pilota | Terzo pilota | Terzo pilota | Terzo pilota | Terzo pilota | Terzo pilota |
| 2023     | Formula 1                            | AlphaTauri             | 5            | 0            | 0            | 0            | 0            | 2            | 20º          |
| 2024     | Formula 1                            | Red Bull / RB          | Terzo pilota | Terzo pilota | Terzo pilota | Terzo pilota | Terzo pilota | Terzo pilota | Terzo pilota |
| 2024     | Formula 1                            | RB                     | 6            | 0            | 0            | 0            | 0            | 4            | 21º          |
| 2025     | Formula 1                            | Red Bull               | 2            | 0            | 0            | 0            | 0            | 0*           |              |
| 2025     | Formula 1                            | Racing Bulls           | 11           | 0            | 0            | 0            | 0            | 16*          |              |

* Stagione in corso

### Risultati in Formula 3
(legenda) (Le gare in grassetto indicano la pole position) (Le gare in corsivo indicano Gpv)
| Stagione | Team          | 1    | 2    | 3    | 4    | 5   | 6   | 7    | 8    | 9    | 10   | 11  | 12  | 13  | 14  | 15  | 16  | 17  | 18  | Punti | Pos. |
| -------- | ------------- | ---- | ---- | ---- | ---- | --- | --- | ---- | ---- | ---- | ---- | --- | --- | --- | --- | --- | --- | --- | --- | ----- | ---- |
| 2019     | MP Motorsport | CAT  | CAT  | LEC  | LEC  | RBR | RBR | SIL  | SIL  | HUN  | HUN  | SPA | SPA | MNZ | MNZ | SOC | SOC |     |     | 41    | 11º  |
| 2019     | MP Motorsport | NC   | 17   | 9    | 5    | 14  | 25  | 8    | 3    | 16   | 9    | 12  | 19  | 7   | 2   | 18  | 8   |     |     | 41    | 11º  |
| 2020     | Hitech GP     | RBR1 | RBR1 | RBR2 | RBR2 | HUN | HUN | SIL1 | SIL1 | SIL2 | SIL2 | CAT | CAT | SPA | SPA | MNZ | MNZ | MUG | MUG | 143   | 5º   |
| 2020     | Hitech GP     | 6    | 1    | 8    | Rit  | Rit | Rit | 1    | 7    | 3    | 5    | 2   | 7   | 9   | 3   | 6   | 7   | 10  | 1   | 143   | 5º   |

### Risultati in Euroformula Open
(legenda) (Le gare in grassetto indicano la pole position) (Le gare in corsivo indicano Gpv)
| Stagione | Team          | 1   | 2   | 3   | 4   | 5   | 6   | 7   | 8   | 9   | 10  | 11  | 12  | 13  | 14  | 15  | 16  | 17  | 18  | Punti | Pos. |
| -------- | ------------- | --- | --- | --- | --- | --- | --- | --- | --- | --- | --- | --- | --- | --- | --- | --- | --- | --- | --- | ----- | ---- |
| 2019     | Team Motopark | LEC | LEC | PAU | PAU | HOC | HOC | SPA | SPA | HUN | HUN | RBR | RBR | SIL | SIL | CAT | CAT | MNZ | MNZ | 179   | 2º   |
| 2019     | Team Motopark | 1   | 4   | 1   | Rit | 3   | 5   | 3   | Rit | 3   | 10  |     |     |     |     | 1   | 6   | Rit | 1   | 179   | 2º   |

### Risultati nella Toyota Racing Series
(legenda) (Le gare in grassetto indicano la pole position) (Le gare in corsivo indicano Gpv)
| Stagione | Team           | 1   | 2   | 3   | 4   | 5   | 6   | 7   | 8   | 9   | 10  | 11  | 12  | 13  | 14  | 15  | 16  | 17  | Punti | Pos. |
| -------- | -------------- | --- | --- | --- | --- | --- | --- | --- | --- | --- | --- | --- | --- | --- | --- | --- | --- | --- | ----- | ---- |
| 2019     | M2 Competition | HIG | HIG | HIG | TER | TER | TER | HMP | HMP | HMP | HMP | TAU | TAU | TAU | TAU | MAN | MAN | MAN | 356   | 1º   |
| 2019     | M2 Competition | 1   | 5   | 1   | 2   | C   | C   | 7   | 3   | 1   | Rit | 1   | 2   | 3   | 3   | 2   | 5   | 1   | 356   | 1º   |
| 2020     | M2 Competition | HIG | HIG | HIG | TER | TER | TER | HMP | HMP | HMP | PUK | PUK | PUK | MAN | MAN | MAN |     |     | 356   | 2º   |
| 2020     | M2 Competition | 1   | 5   | 1   | 6   | 3   | 1   | 2   | 2   | Rit | 1   | 4   | 1   | 2   | 5   | 3   |     |     | 356   | 2º   |

### Risultati in Formula 2
(legenda) (Le gare in grassetto indicano la pole position) (Le gare in corsivo indicano Gpv)
| Anno | Team      | 1   | 2   | 3   | 4   | 5   | 6   | 7   | 8   | 9   | 10  | 11  | 12  | 13  | 14  | 15  | 16  | 17  | 18  | 19  | 20  | 21  | 22  | 23  | 24  | 25  | 26  | 27  | 28  | Punti | Pos. |
| ---- | --------- | --- | --- | --- | --- | --- | --- | --- | --- | --- | --- | --- | --- | --- | --- | --- | --- | --- | --- | --- | --- | --- | --- | --- | --- | --- | --- | --- | --- | ----- | ---- |
| 2021 | Hitech GP | BHR | BHR | BHR | MON | MON | MON | BAK | BAK | BAK | SIL | SIL | SIL | MNZ | MNZ | MNZ | SOC | SOC | SOC | JED | JED | JED | YMC | YMC | YMC |     |     |     |     | 103   | 9º   |
| 2021 | Hitech GP | 1   | Rit | 3   | 9   | SQ  | 7   | Rit | 7   | 6   | 7   | 5   | 11  | 5   | 4   | Rit | Rit | C   | 7   | 2   | Rit | 9   | 5   | 6   | 20  |     |     |     |     | 103   | 9º   |
| 2022 | Carlin    | BHR | BHR | JED | JED | IMO | IMO | CAT | CAT | MON | MON | BAK | BAK | SIL | SIL | RBR | RBR | PAU | PAU | HUN | HUN | SPA | SPA | ZAN | ZAN | MNZ | MNZ | YMC | YMC | 149   | 3º   |
| 2022 | Carlin    | 3   | 2   | 1   | Rit | 8   | Rit | 9   | 9   | 8   | Rit | 3   | 15  | 20  | 3   | Rit | 10  | 1   | 6   | 6   | 7   | 1   | 3   | 4   | 13  | 6   | 13  | 1   | 3   | 149   | 3º   |

### Risultati nel DTM
(legenda) (Le gare in grassetto indicano la pole position) (Le gare in corsivo indicano Gpv)
| Anno | Team              | Vettura                  | 1   | 2   | 3   | 4   | 5   | 6   | 7   | 8   | 9   | 10  | 11  | 12  | 13  | 14  | 15  | 16  | Punti | Pos. |
| ---- | ----------------- | ------------------------ | --- | --- | --- | --- | --- | --- | --- | --- | --- | --- | --- | --- | --- | --- | --- | --- | ----- | ---- |
| 2021 | Red Bull AF Corse | Ferrari 488 GT3 Evo 2020 | MNZ | MNZ | LAU | LAU | ZOL | ZOL | NÜR | NÜR | RBR | RBR | ASS | ASS | HOC | HOC | NOR | NOR | 227   | 2º   |
| 2021 | Red Bull AF Corse | Ferrari 488 GT3 Evo 2020 | 1   | 132 | 2   | 2   | Rit | 3   | 13  | Rit | 1   | 12  | 31  | 23  | 43  | 2   | 31  | NC1 | 227   | 2º   |

### Risultati in Super Formula
(legenda) (Le gare in grassetto indicano la pole position) (Le gare in corsivo indicano Gpv)
| Anno | Team       | Vettura            | 1   | 2   | 3   | 4   | 5   | 6   | 7   | 8   | 9   | Punti | Pos. |
| ---- | ---------- | ------------------ | --- | --- | --- | --- | --- | --- | --- | --- | --- | ----- | ---- |
| 2023 | Team Mugen | Dallara SF23-Honda | FUJ | FUJ | SUZ | AUT | SUG | FUJ | MOT | SUZ | SUZ | 106,5 | 2º   |
| 2023 | Team Mugen | Dallara SF23-Honda | 13  | 5   | 4   | 12  | 5   | 12  | 133 | 6   | 21  | 106,5 | 2º   |

### Risultati in Formula 1
| 2022 | Scuderia            | Vettura   |  |  |  |  |  |  |  |  |  |  |  |  |  |    |  |  |  |  |  |    |  |    |  |  | Punti | Pos. |
| ---- | ------------------- | --------- |  |  |  |  |  |  |  |  |  |  |  |  |  | -- |  |  |  |  |  | -- |  | -- |  |  | ----- | ---- |
| 2022 | AlphaTauri Red Bull | AT03 RB18 |  |  |  |  |  |  |  |  |  |  |  |  |  | SP |  |  |  |  |  | SP |  | SP |  |  |       |      |

| 2023 | Scuderia   | Vettura |  |  |  |  |  |  |  |  |  |  |  |  |    |    |   |    |    |  |  |  |  |  |  |  | Punti | Pos. |
| ---- | ---------- | ------- |  |  |  |  |  |  |  |  |  |  |  |  | -- | -- | - | -- | -- |  |  |  |  |  |  |  | ----- | ---- |
| 2023 | AlphaTauri | AT04    |  |  |  |  |  |  |  |  |  |  |  |  | 13 | 11 | 9 | 11 | 17 |  |  |  |  |  |  |  | 2     | 20º  |

| 2024 | Scuderia | Vettura  |  |  |  |  |  |  |  |  |  |  |  |  |  |  |  |  |  |  |   |    |   |    |    |     | Punti | Pos. |
| ---- | -------- | -------- |  |  |  |  |  |  |  |  |  |  |  |  |  |  |  |  |  |  | - | -- | - | -- | -- | --- | ----- | ---- |
| 2024 | RB       | VCARB 01 |  |  |  |  |  |  |  |  |  |  |  |  |  |  |  |  |  |  | 9 | 16 | 9 | 16 | 14 | 17* | 4     | 21º  |

| 2025 | Scuderia              | Vettura       |     |    |    |    |    |     |    |   |    |     |   |     |   |   |  |  |  |  |  |  |  |  |  |  | Punti | Pos. |
| ---- | --------------------- | ------------- | --- | -- | -- | -- | -- | --- | -- | - | -- | --- | - | --- | - | - |  |  |  |  |  |  |  |  |  |  | ----- | ---- |
| 2025 | Red Bull Racing Bulls | RB21 VCARB 02 | Rit | 12 | 17 | 16 | 12 | Rit | 14 | 8 | 11 | Rit | 6 | Rit | 8 | 8 |  |  |  |  |  |  |  |  |  |  | 20    |      |

| Legenda | 1º posto     | 2º posto | 3º posto    | A punti         | Senza punti/Non class.  | Grassetto – Pole position Corsivo – Giro più veloce Apice – Risultato Sprint (A punti) |
| Legenda | Squalificato | Ritirato | Non partito | Non qualificato | Solo prove/Terzo pilota | Grassetto – Pole position Corsivo – Giro più veloce Apice – Risultato Sprint (A punti) |

### Annotazioni
1. ↑  Solo per il Gran Premio di Abu Dhabi
2. ↑  Dal Gran Premio del Giappone.

### Fonti
1. ↑   Liam Lawson, su redbull.com. URL consultato il 7 marzo 2021.
2. 1 2   Yuki Tsunoda al posto di Lawson dal GP del Giappone, su www.theshieldofsports.news, 27 marzo 2025. URL consultato il 27 marzo 2025.
3. ↑   Kartsport NZ National Sprint Championship - 100cc Junior Restricted Yamaha class 2014 standings, su driverdb.com. URL consultato il 12 aprile 2021.
4. ↑   Kartsport NZ Schools Championship - 100cc Junior Restricted 2014 standings, su driverdb.com. URL consultato il 12 aprile 2021.
5. ↑   Formula First Manfeild Winter Series 2015 standings, su driverdb.com. URL consultato l'8 aprile 2021.
6. ↑   Formula F1600 Championship Series 2017 standings, su driverdb.com. URL consultato l'8 aprile 2021.
7. ↑   Australian Formula 4 Championship 2017 standings, su driverdb.com. URL consultato l'8 aprile 2021.
8. ↑   F4 tedesca al Nurburgring Zendeli si laurea già campione, su italiaracing.net, 6 agosto 2018. URL consultato il 18 marzo 2021.
9. ↑   Lawson first Kiwi for Castrol Toyota Racing Series, su toyota.co.nz, 29 novembre 2018. URL consultato il 13 aprile 2021.
10. ↑   Castrol Toyota Racing Series 2019 standings, su driverdb.com. URL consultato il 7 aprile 2021.
11. ↑   Castrol Toyota Racing Series 2020 standings, su driverdb.com. URL consultato il 7 aprile 2021.
12. ↑   Pool & Spa Maintenance Ltd Kartsport Auckland City of Sails - DD2 class 2021 standings, su driverdb.com. URL consultato il 12 aprile 2021.
13. ↑   Chiusura a Sepang con 18 piloti, a caccia dell'assente Hughes, su italiaracing.net, 22 novembre 2018. URL consultato l'8 aprile 2021.
14. ↑   Sepang, gara 3 Tris di Lawson, su italiaracing.net, 25 novembre 2018. URL consultato il 12 aprile 2021.
15. ↑   F3 Asian Championship Certified by FIA 2018 standings, su driverdb.com. URL consultato l'8 aprile 2021.
16. ↑   MP Motorsport presenta Verschoor e il rookie Lawson, in italiaracing.net, 10 marzo 2019. URL consultato il 10 marzo 2019.
17. ↑   FIA Formula 3 Championship 2019 standings, su driverdb.com. URL consultato l'8 aprile 2021.
18. ↑   Anche Motopark in Euroformula, Lawson, Tsunoda e Sato già confermati, su italiaracing.net, 9 aprile 2019. URL consultato l'8 aprile 2021.
19. ↑   Monza, gara 2 Lawson batte Tsunoda, su italiaracing.net, 13 ottobre 2019. URL consultato l'8 aprile 2021.
20. ↑   Euroformula Open 2019 standings, su driverdb.com. URL consultato l'8 aprile 2021.
21. ↑   Lawson and Hauger complete Hitech GP line-up, su fiaformula3.com, 28 gennaio 2020. URL consultato il 3 febbraio 2020 (archiviato dall'url originale il 29 gennaio 2020).
22. ↑   F3, GP Austria – Lawson vince gara 2, a podio Verschoor e Novalak, su f1ingenerale.com, 5 luglio 2020. URL consultato il 7 marzo 2021.
23. ↑   F3, GP Gran Bretagna – Lawson vince Gara 1 dietro la Safety Car, su f1ingenerale.com, 1º agosto 2020. URL consultato il 7 marzo 2021.
24. ↑   Formula 3, GP Mugello: Lawson vince Gara 2, Piastri campione del mondo 2020, su sport.sky.it, 13 settembre 2020. URL consultato il 7 marzo 2021.
25. ↑   F2 Lawson e Vips in Hitech, Carlin conferma Daruvala, su formulapassion.it, 15 gennaio 2021. URL consultato il 15 gennaio 2021.
26. ↑   Sakhir - Gara 1 Lawson vince al debutto, su italiaracing.net, 27 marzo 2021. URL consultato il 27 marzo 2021.
27. ↑   Sakhir - Gara 3 Zhou, vittoria e leadership, su italiaracing.net, 28 marzo 2021. URL consultato il 28 marzo 2021.
28. ↑   Montecarlo - Gara 2 Lawson vince su pista umida, su italiaracing.net, 22 maggio 2021. URL consultato il 22 maggio 2021.
29. ↑   Lawson squalificato da gara 2,la vittoria a Monaco va a Ticktum, su italiaracing.net, 22 maggio 2021. URL consultato il 22 maggio 2021.
30. ↑   Jacopo Rubino, Baku, qualifica Lawson pole, 1-2 Hitech e Red Bul, su italiaracing.net, 4 giugno 2021. URL consultato il 4 giugno 2021.
31. ↑   Jacopo Rubino, Jeddah - Gara 1 Prima vittoria in F2 per Armstrong, su italiaracing.net, 4 dicembre 2021. URL consultato il 4 dicembre 2021.
32. ↑   Jacopo Rubino, Cinque piloti Red Bull in F2: ci sono anche Vips, Lawson e Iwasa, su italiaracing.net, 14 gennaio. URL consultato il 14 gennaio 2022.
33. ↑   Jacopo Rubino, Gli iscritti ai test di Yas Marina: debutta il team VAR e torna Correa, su italiaracing.net, 15 dicembre 2021. URL consultato il 15 dicembre 2021.
34. ↑   Jacopo Rubino, Jeddah - Gara 1 Lawson vince una corsa zoppa, su italiaracing.net, 26 marzo 2022. URL consultato il 26 marzo 2022.
35. ↑   Jacopo Rubino, Lawson e Iwasa penalizzati, Drugovich in pole a Monaco, su italiaracing.net, 27 maggio 2022. URL consultato il 27 maggio 2022.
36. ↑   Jacopo Rubino, Baku - Gara 1 Vesti arpiona il primo successo, su italiaracing.net, 11 giugno 2022. URL consultato l'11 giugno 2022.
37. ↑   Jacopo Rubino, Silverstone - Gara 2 Sargeant dalla pole alla vittoria, su italiaracing.net, 3 luglio 2022. URL consultato il 3 luglio 2022.
38. ↑   Jacopo Rubino, Le Castellet - Gara 1, Lawson vince con due sorpassi, su italiaracing.net, 23 luglio 2022. URL consultato il 25 luglio 2022.
39. ↑   Jacopo Rubino, Spa, gara 1, Lawson vince in controllo, su italiaracing.net, 27 agosto 2022. URL consultato il 27 agosto 2022.
40. ↑   Spa - Gara 2, Doohan batte Drugovich con l'undercut, su italiaracing.net, 28 agosto 2022. URL consultato il 28 agosto 2022.
41. ↑   Massimo Costa, Yas Marina - Gara 1 Poker di vittorie per Lawson, su italiaracing.net, 19 novembre 2022. URL consultato il 21 novembre 2022.
42. ↑   Massimo Costa, Yas Marina - Gara 2 Gran finale di Iwasa, su italiaracing.net, 20 novembre 2022. URL consultato il 21 novembre 2022.
43. ↑  (EN) Classifica FIA Formula 2 Championship 2022, su driverdb.com. URL consultato il 20 novembre 2022.
44. ↑  (EN) Alejandro Alonso Lopez, Lawson: Abu Dhabi trofei "bel modo di concludere" la stagione che ha mancato l'obiettivo, su formulascout.com, 26 novembre 2022. URL consultato il 27 novembre 2022.
45. ↑   Francesco Corghi, La Red Bull si iscrive al DTM e farà correre Albon e Lawson, su it.motorsport.com, 4 gennaio 2021. URL consultato il 4 gennaio 2021.
46. ↑   Red Bull sceglie Ferrari per il DTM:Albon, Lawson e Cassidy con AF Corse, su italiaracing.net, 2 febbraio 2021. URL consultato il 19 marzo 2021.
47. ↑   Test a Hockenheim, 1º giorno Mercedes al vertice, quattro case in pista, su italiaracing.net, 7 aprile 2021. URL consultato il 7 aprile 2021.
48. ↑   Test al Lausitzring, 3º giorno Gotz chiude davanti, poi le Ferrari, su italiaracing.net, 6 maggio 2021. URL consultato il 6 maggio 2021.
49. ↑   Monza - Gara 1, Capolavoro di Lawson e AF Corse, su italiaracing.net, 19 giugno 2021. URL consultato il 19 giugno 2021.
50. ↑   Monza - Qualifica 2 Compleanno e pole per K.Van der Linde, su italiaracing.net, 20 aprile 2021. URL consultato il 18 giugno 2021.
51. ↑   Monza - Gara 2 Assolo di Van der Linde, su italiaracing.net, 20 giugno 2021. URL consultato il 20 giugno 2021.
52. ↑   Ottimo secondo posto per Lawson in gara 1 al lausitzring, su ferrari.com, 25 luglio 2021. URL consultato il 25 luglio 2021.
53. ↑   Michele Montesano, Spielberg - Gara 1 Lawson e Ferrari si ripetono, su italiaracing.net, 4 settembre 2021. URL consultato il 4 settembre 2021.
54. ↑   Michele Montesano, Spielberg - Gara 2 Lawson e Ferrari inarrestabili, su italiaracing.net, 5 settembre 2021. URL consultato il 5 settembre 2021.
55. ↑   Jacopo Rubino, Assen, qualifica 1 Lawson si conferma con la pole, su italiaracing.net, 18 settembre 2021. URL consultato il 17 settembre 2021.
56. ↑   Jacopo Rubino, Assen - Gara 1 Wittmann batte la penalità, Bortolotti 2°, su italiaracing.net, 18 settembre 2021. URL consultato il 18 settembre 2021.
57. ↑   ANGELO BERCHICCI, DTM: AF Corse vince il titolo costruttori, su lautomobile.aci.it, 11 ottobre 2021. URL consultato il 19 aprile 2022 (archiviato dall'url originale il 24 ottobre 2021).
58. ↑  (EN) Ida Wood, Bolukbasi e Lawson tra le stelle delle corse junior nei test della Super Formula, su formulascout.com, 8 dicembre 2022. URL consultato l'8 dicembre 2022.
59. ↑  (EN) Jamie Klein, Lawson: la vettura della Super Formula "assomigliava molto alla F1" nei test, su motorsport.com, 7 dicembre 2022. URL consultato l'8 dicembre 2022.
60. ↑  (EN) Ida Wood, Lawson, Ohta e Hyman si assicurano i posti della Super Formula per il 2023, su formulascout.com, 12 dicembre 2022. URL consultato il 12 dicembre 2022.
61. ↑   Massimo Costa, Fuji - Gara 1 Lawson vince al debutto, su italiaracing.net, 8 aprile 2023. URL consultato l'8 aprile 2023.
62. ↑   Massimo Costa, Fuji - Gara 2 Vince Nojiri, Lawson penalizzato, su italiaracing.net, 9 aprile 2023. URL consultato il 10 aprile 2023.
63. ↑   Massimo Costa, Suzuka - Gara Miyata, da 12esimo alla vittoria, su italiaracing.net, 24 aprile 2023. URL consultato il 22 maggio 2023.
64. ↑   Massimo Costa, Autopolis - Gara Lawson, vittoria e leadership, su italiaracing.net, 22 maggio 2023. URL consultato il 22 maggio 2023.
65. ↑   Phillip Horton, Lawson chiude il comando del titolo Super Formula con la vittoria di Fuji, su motorsportweek.com, 17 luglio 2023. URL consultato il 17 luglio 2023.
66. ↑   DANIELE BOTTICELLI, PRIMA VITTORIA PER OHTA, MIYATA CAMPIONE CON UN TERZO POSTO, su p300.it, 29 ottobre 2023. URL consultato il 29 ottobre 2023.
67. ↑  (EN) Marcus Simmons, Red Bull aggiunge il campione toyota Racing Series al team junior, su motorsport.com, 18 febbraio 2019. URL consultato il 1º settembre 2022 (archiviato dall'url originale il 1º settembre 2022).
68. ↑   Red Bull junior Lawson riceverà il primo assaggio di F1 a Goodwood, su motorsport.com, 8 luglio 2021. URL consultato il 24 luglio 2021.
69. ↑   Alessandro Prada, La Red Bull annuncia Lawson e Vips per i test invernali, su formulapassion.it, 2 ottobre 2021. URL consultato il 28 ottobre 2021.
70. ↑  (EN) Zane Shackleton, Lawson secondo nel test di debutto in F1, su velocitynews.co.nz, 15 dicembre 2021. URL consultato l'11 febbraio 2022.
71. ↑   Jacopo Rubino, Prima FP1 per Lawson, guiderà l'AlphaTauri a Spa, su italiaracing.net, 10 agosto 2022. URL consultato l'11 agosto 2022.
72. ↑  (EN) Red Bull-backed Liam Lawson to make another FP1 appearance with AlphaTauri at Mexico City GP, su formula1.com, 26 ottobre 2022.
73. ↑   Alessandro Prada, Ufficiale: Lawson in Red Bull nelle PL1 di Yas Marina, su formulapassion.it, 17 novembre 2022. URL consultato il 17 novembre 2022.
74. ↑   Roberto Chinchero, Test Abu Dhabi: ecco la lista completa degli young driver, su it.motorsport.com, 9 novembre 2022. URL consultato il 9 novembre 2022.
75. ↑   Giacomo Rauli, AlphaTauri: Ricciardo ha il polso rotto. Lawson al suo posto, su it.motorsport.com, 25 agosto 2023. URL consultato il 25 agosto 2023.
76. ↑   Diletta Colombo, F1, Liam Lawson, debuttante coi fiocchi: “È stato frustrante essere ripassato da Leclerc”, su automoto.it, 27 agosto 2023. URL consultato il 28 agosto 2023.
77. ↑   Gianluca D'Alessandro, AlphaTauri: Lawson guiderà la AT04 fino al rientro di Ricciardo, su it.motorsport.com, 28 agosto 2023. URL consultato il 28 agosto 2023.
78. ↑  (EN) NZ Herald, Gran Premio d'Italia: Liam Lawson si qualifica 12º a Monza mentre Carlos Sainz porta Max Verstappen in pole, su nzherald.co.nz, 2 settembre 2023. URL consultato il 3 settembre 2023.
79. ↑   A Monza Tsunoda non riesce a partire. Buon 11º posto per Lawson, su ravennawebtv.it, 4 settembre 2023. URL consultato il 4 settembre 2023.
80. ↑   Luca Santoro, F1, GP Singapore, Verstappen e il paradosso: eliminato da Liam Lawson, a cui dava consigli, su sport.virgilio.it, 16 settembre 2023. URL consultato il 17 settembre 2023.
81. ↑   Stefano Zambroni, Liam Lawson va a punti! E ora per il 2024 in AlphaTauri…, su gpkingdom.it, 17 settembre 2023. URL consultato il 17 settembre 2023.
82. ↑   Piergiorgio Bruni, GP del Giappone, Verstappen domina e si prende pure il titolo Costruttori. Benissimo le McLaren, ottimo Lawson., su leggo.it, 24 settembre 2023. URL consultato il 12 ottobre 2023.
83. ↑   4 ottobre 2023, AlphaTauri: Lawson correrà anche in Qatar al posto dell'infortunato Ricciardo, su sport.sky.it. URL consultato il 12 ottobre 2023.
84. ↑   Giacomo Rauli, AlphaTauri: Tsunoda e Ricciardo confermati per il 2024, su it.motorsport.com, 23 settembre 2023. URL consultato il 23 settembre 2023.
85. ↑   Massimo Costa, Lawson a Silverstone con la Red Bull. E Perez comincia a tremare..., su italiaracing.net, 10 luglio 2024.
86. ↑   Franco Nugnes, Racing Bulls: a Imola girano Ricciardo e Lawson nel family day, su it.motorsport.com, 31 luglio 2024.
87. ↑   Lawson e la Ferrari effettuano numerosi test in Italia: Ecco i risultati, su msn.com, 4 settembre 2024.
88. ↑   Giacomo Rauli, Red Bull conferma: Liam Lawson titolare in F1 dal 2025, su it.motorsport.com, 22 agosto 2024.
89. ↑  (EN) Liam Lawson To Drive For Remainder Of 2024 Season, su visacashapprb.com, Racing Bulls F1 Team, 26 settembre 2024. URL consultato il 26 settembre 2024.
90. ↑   Stefano Zambroni, GPKingdom, Isack Hadjar nuovo pilota di riserva di Red Bull: decisiva la promozione di Lawson, su gpkingdom.it, 27 settembre 2024. URL consultato il 29 settembre 2024.
91. ↑   Fabiano Polimeni, Lawson corre di rincorsa a Austin e sorprende: "Modifiche aggressive", su autosprint.corrieredellosport.it, 21 ottobre 2024.
92. ↑   Marco Belloro, Alpine scavalca tre team, Lawson non si scoraggia: “Siamo a -5, possiamo farcela”, su formulapassion.it, 4 novembre 2024.
93. ↑   Daniele Fantini, Ufficiale: la Red Bull sceglie Liam Lawson per sostituire Sergio Perez. Affiancherà Max Verstappen nel 2025, su eurosport.it, 19 dicembre 2024.
94. ↑   F1 | Red Bull: è ufficiale Tsunoda al posto di Lawson dal GP del Giappone, su it.motorsport.com, 27 marzo 2025. URL consultato il 27 marzo 2025.
95. ↑   A Monaco la domenica perfetta della Racing Bulls: doppio colpo a punti con Hadjar e Lawson, su ravennatoday.it.